# Gregory Burgess
Gregory Burgess, né le 11 janvier 1972 à Baltimore, est un nageur américain.

## Palmarès

### Jeux olympiques
- Barcelone 1992
  -  Médaille d'argent en 200 m 4 nages[1].

### Championnats du monde
- Championnats du monde de natation 1994
  -  Médaille d'argent en 200 m 4 nages.